# Landing Vehicle Tracked
Les Landing Vehicles Tracked (LVT) étaient une classe de véhicules amphibies de débarquement utilisés par la Marine américaine, le Corps des Marines des États-Unis et l'Armée de terre des États-Unis pendant la Seconde Guerre mondiale. Initialement conçus uniquement comme transporteurs de fret pour navire, ils ont rapidement évolué pour transporter des troupes d'assaut et des véhicules blindés. Dans l'armée américaine, ils étaient aussi couramment appelés amtrack d'après la contraction du mot amphibious tractor (tracteur amphibie en anglais). 
Ils pouvaient atteindre une vitesse maximale de 32 km/h (12 km/h dans l'eau) et accueillir jusqu'à 30 passagers.

## Historique

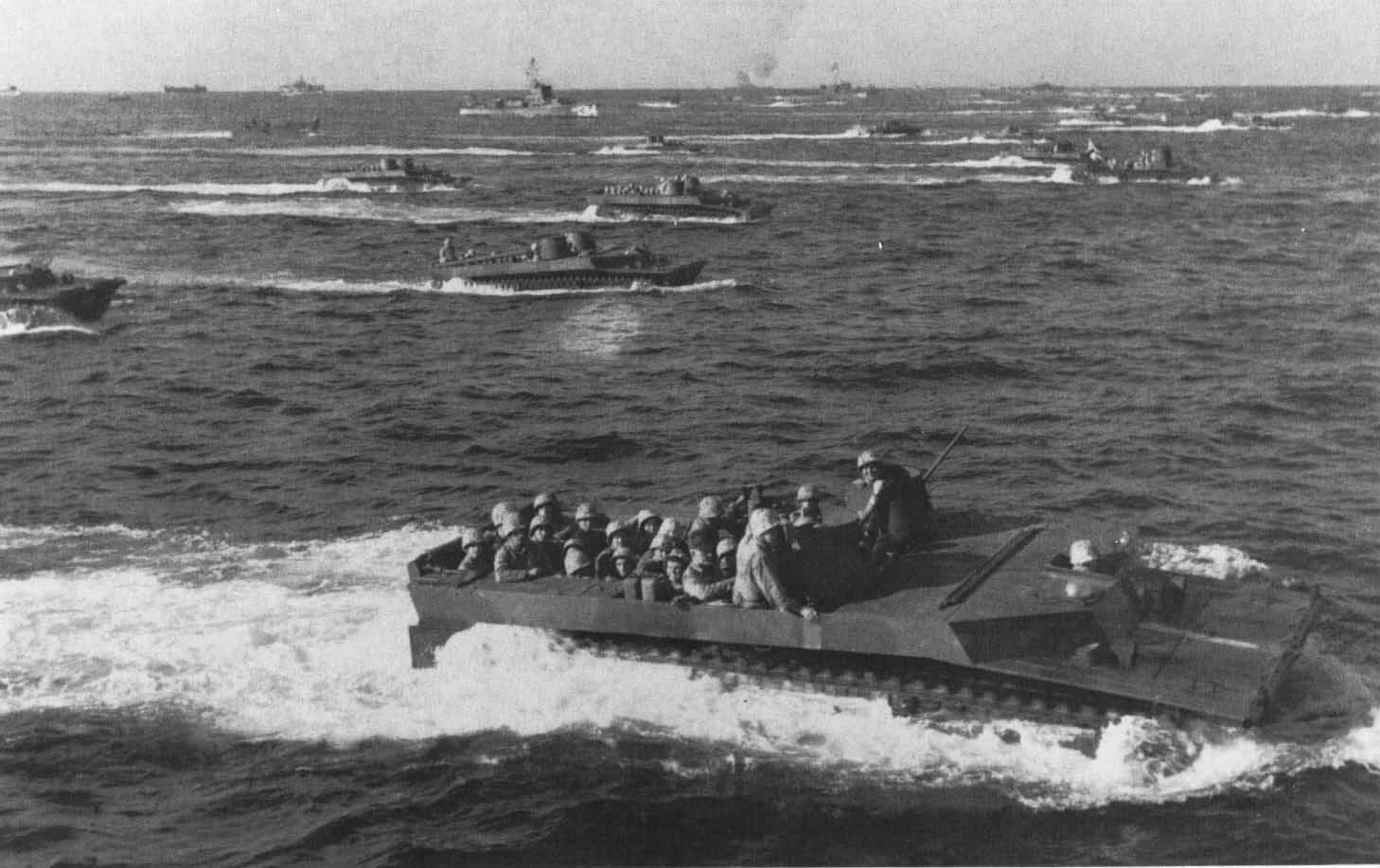
Des LVT-4 lors de la bataille d'Iwo Jima en 1945.

Les Amtracs ont une origine civile. C'est un ingénieur américain du nom de Donald Roembling qui a pensé à ce genre d'engin pour la première fois. Il eut cette idée après un ouragan en Floride en 1935 car les secours avaient du mal à opérer dans les Everglades. Soit les embarcations étaient bloquées par la boue ou la mangrove, soit les véhicules terrestres ne pouvaient accéder sur les lieux faute de routes. Il construisit donc un engin mixte entre un bateau et un camion pouvant se déplacer à la fois sur l'eau et sur la terre. 
L'engin est découvert quelque temps plus tard par les Marines. Cette découvert tombe à pic puisque ceux-ci cherchent depuis un certain moment une solution pour débarquer la logistique sur les plages lors de débarquements. Ainsi, ils évitent d'utiliser à la fois des barges ou des bateaux pour déplacer la marchandise de la mer à la terre et ensuite un autre véhicule pour la distribuer à terre. Encouragé par le brigadier général des Marines E. P. Moses, Donald Roebling construit sur ses fonds propres une version adaptée aux besoins militaire, l'Alligator 3. Opérationnel en mai 1940, ce prototype a été conservé et est classé Historic Mechanical Engineering Landmark (en) par l'American Society of Mechanical Engineers depuis 1997.
C'est à Guadalcanal en août 1942 que les LVT-1 subissent le baptême du feu. Leur utilité est avérée aussi bien pour débarquer de la logistique que pour transporter des troupes. Leur utilité sera vraiment admise lors de la bataille de Betio (île de l'archipel de Tarawa entourée par un récif de corail). Les barges d'assaut n'arrivant pas à passer cette barrière de corail, ce sont les LVT-1 et les nouveaux LVT-2 (légèrement blindés) qui furent utilisés pour faire débarquer les Marines sur la plage. Après ça, ils seront utilisés chaque fois que des troupes devaient débarquer sur une plage.

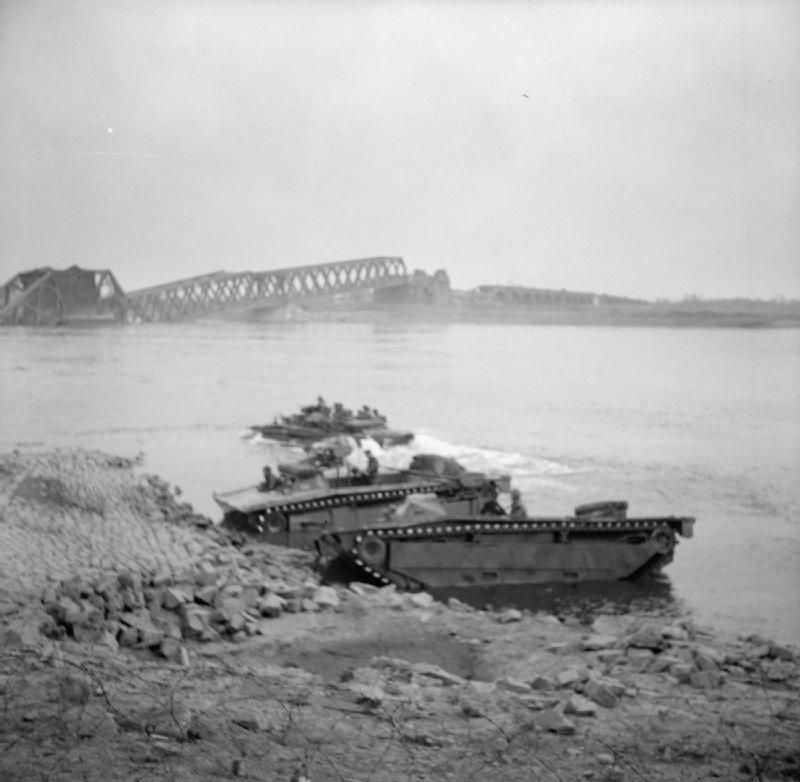
Des LVT-4 d'un régiment d'infanterie de la British Army lors de la traversée de la Wesel le 24 mars 1945.

Sur le front européen, les LVT portaient le nom de « Buffalo » et ne furent utilisés qu'à la fin de la guerre par les armées britannique, canadienne et américaine lors de la bataille de l’Escaut, de l'opération Plunder et lors de la traversée de l'Elbe en 1945. Cette version était motorisée par un moteur de char Stuart. 2 962 exemplaires furent au total produits.
Après la Seconde Guerre mondiale, ils continuèrent à être utilisés par l'armée française pendant la guerre d'Indochine et, ainsi que par les britanniques, lors de la crise du canal de Suez puis pendant la guerre de Corée par l'armée américaine. 
Des surplus furent vendus ou donnés à plusieurs pays dont la Chine nationaliste qui l'employa durant la guerre civile chinoise, et l'Indonésie.

## Évolution

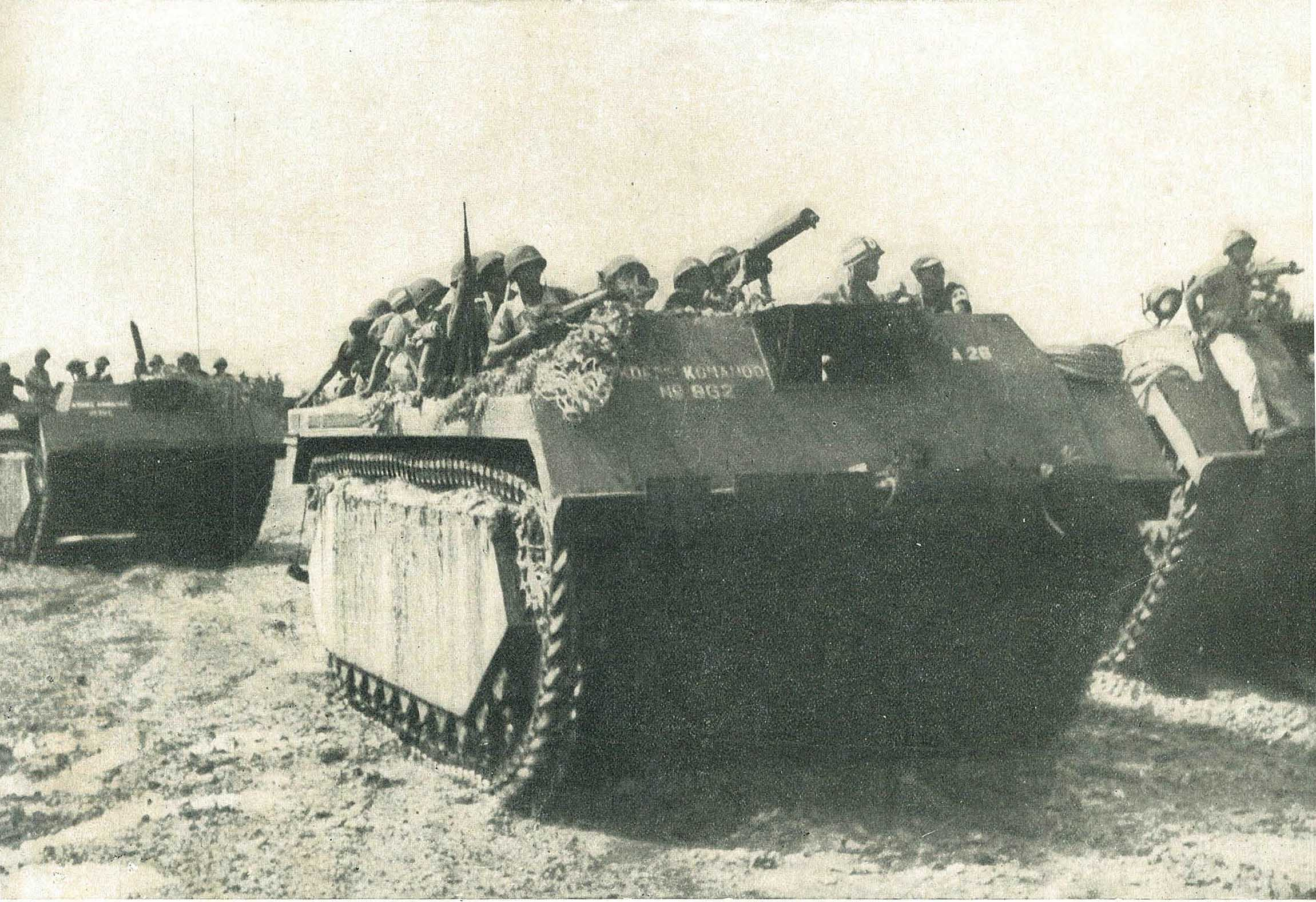
Des LVT du Corps des fusiliers marins indonésiens en 1960 armés de mitrailleuses Browning 1917.

Il a existé plusieurs versions du LVT lors de la Seconde Guerre mondiale. Ces modèles ont évolué au fil des combats dans lesquels ils ont été impliqués. Au début, ils étaient peu blindés et servaient uniquement pour le transbordement de fret.
Par la suite, ils ont été convertis en véhicules amphibies transporteurs de troupes et au fil des améliorations, ont été dotés de mitrailleuses et d'une porte à l’arrière du véhicule (LVT-3 et 4) afin de faire débarquer les troupes à l'abri de celui-ci. Lors de la guerre du Pacifique, des versions améliorées ont été mises au point. Ce sont les LVT(A) (pour Landing Vehicles Tracked Armored - Amtanks), mieux blindés et armés d'un canon de 37 mm ou d'un obusier de 75 mm pour déloger l'infanterie adverse retranchée. À la fin des années 1950, les anciens LVT en service seront progressivement remplacés par des LVTP-5, et ceux-ci le seront à leur tour par les AAV-7A1 à partir des années 1970.
Les Amtracs et Amtanks symbolisent la réussite d'une machine créée pour répondre en urgence à un problème nouveau. Ils sont aussi les produits de la doctrine amphibie naissante de l'armée des États-Unis.
Il est aussi intéressant de noter que le mode de propulsion de ces engins était simple et ingénieux quoique peu performant. Les chenilles des Amtracs et Amtanks étaient dotées de palettes qui lorsque ces véhicules sont dans l'eau agissent comme une roue à aubes et assurent la propulsion. Les modèles récents d'engins amphibies sont dotés d'hélices débrayables ou d'hydrojets.

## Apparition dans les médias
- Dans la série télévisée The Pacific, on peut apercevoir beaucoup de variantes de LVT lors des scènes de débarquement.

- Dans le jeu-vidéo War Thunder, le LVT(A) est disponible en 6 versions :

1. Le LVT(A)(1) est un char léger américain de rang I avec une cote de combat de 1,0 (AB/RB/SB). Il a été introduit dans la mise à jour 1.59 « Flaming Arrows ». Cette version est celle doté d'un canon de 37 mm M6.
2. Le ○LVT(A)(1) est un char léger américain de rang I offert en cadeau avec une cote de combat de 1,0 (AB/RB/SB). Il a été introduit lors de la mise à jour "Sky Guardians", et peut être obtenu en utilisant le lien d'affiliation du YouTuber TheRussianBadger[2].
3. Le LVT(A)(4) est un char léger américain de rang I avec une cote de combat de 1,3 (AB / RB / SB). Il a été introduit lors de la mise à jour 1.97 « Viking Fury » en récompense de l’événement Victory Day. Cette version est celle doté d'un canon de 75 mm M2.
4. Le LVT(A)(4) ZIS-2 est un chasseur de chars américain de rang II avec une cote de combat de 2,3 (AB/RB/SB). Il a été introduit lors de la mise à jour 1.65 « Way of the Samurai » comme véhicule de récompense pour l’événement « Vacances d’hiver » 2016.  Étant basé sur le LVT (A) (1) avec la différence d’une nouvelle tourelle qui accueille un canon ZIS soviétique, offrant beaucoup plus de puissance de feu par rapport à son homologue.
5. Le LVT(A)(4) (ZiS-2) est un chasseur de chars chinois de rang II avec une cote de combat de 2,3 (AB/RB/SB). Il a été introduit dans la mise à jour 1.91 « Vision nocturne ».
6. Le LVT-4 Bofors est un char léger de rang II Français premium avec une cote de combat de 3.0 (AB / RB / SB). Il a été introduit lors de la mise à jour « Direct Hit » en récompense du Battle Pass: Saison V, « River Hunter ».

- Dans le jeu-vidéo Call of Duty: World at War, on peut apercevoir divers LVT lors des missions qui se déroulent sur le théâtre du Pacifique.
- Le LVT est présent également dans battlefield V sous diverses formes .